# Liliam Ortega
Liliam Eddme Ortega Soto (Villa Montes, Bolivia; 1979 - Hidrovia Paraná-Paraguay, Brasil ; 23 de septiembre de 2014) fue una presentadora de televisión y Periodista boliviana.

## Biografía
Liliam Ortega nació en la ciudad de Villamontes del departamento de Tarija en 1979. Liliam Ortega fue hija de Theódulo Ortega Chávez (suboficial mayor del Ejército de Bolivia) y Lilian Soto Campero de Ortega (Profesora). Durante su niñez Liliam creció e hizo sus estudios primarios en su ciudad natal, Villamontes. Ya durante su adolescencia, por motivos de cambio de destino de su padre, se trasladó a vivir a la ciudad de La Paz donde culminó sus estudios secundarios saliendo bachiller del Liceo de señoritas La Paz. 
Continuó con sus estudios superiores ingresando a la carrera de comunicación social de la Universidad Mayor de San Andrés (UMSA), graduándose años después como periodista.  Mientras estudiaba en la universidad, Liliam contrajo matrimonio con el teniente Limberth Rojas Nogales, y nació su primera hija Liliam Monzerrath Rojas Ortega el año 2002. Años más tarde se divorció. 
Durante su vida profesional, Liliam empezó trabajando en la Radio Batallón Colorados, luego trabajó como realizadora de reportajes para el semanario la Época. Fue periodista deportiva en los canales Paceñisima de Televisión (PTV), Cotel TV y TV OFF. Trabajo también como jefa de prensa de la revista "Actualidad Aeronáutica" de la Fuerza Aérea Boliviana (FAB).

## Aeronoticias
En 2007, mientras se encontraba trabajando en el área de relaciones públicas de la FAB, Ortega trató de llevar a cabo un programa llamado TV FAB, pero su plan no resultó al no contar con el suficiente apoyo de las altas autoridades de la institución castrense.
Pero Liliam Ortega intentó nuevamente sacar a la luz su programa informativo, realizando trámites de cobertura y difusión que no tuvieran costo alguno para la institución aérea, además de especializarse en temas seguridad, defensa y desarrollo nacional. Después de tres años y con el apoyo del comandante de la Fuerza Aérea Boliviana Tito Gandarillas Salazar sale a la luz pública su programa "Aeronoticias" el 9 de octubre de 2010 con el objetivo a la vez de dar un homenaje al día de la aeronáutica boliviana (12 de octubre).
Su programa "Aeronoticias" era emitido por la cadena Televisiva Radio y Televisión Popular (RTP) los días sábados de 9:00 a 10:30 de la mañana. Su trabajo en el programa la llevó a estar en diferentes lugares del país con reportajes y entrevistas como así también en otros países como: Venezuela, Argentina, Chile, Haití, etc.  Poco a poco el programa paso de dar actualidad informativa de la FAB, para dar paso a abarcar toda la actualidad informativa de todas las ramas de las Fuerzas Armadas de Bolivia.

## Fallecimiento
Mientras se encontraba en un viaje invitada por la Armada Boliviana para realizar la cobertura de la llegada al océano Atlántico por la Hidrovia Paraná-Paraguay, Liliam Ortega falleció el 23 de septiembre de 2014, debido a la incapacidad de la barcaza en la que ella estaba a bordo. Ella se encontraba en su camarote haciendo guiones para su próximo programa justo en el momento en que el remolcador se hundió dando un volteo de 180 grados, donde ella dio un giro brusco por la vuelta, golpeándose la cabeza y así desmayandose, para luego fallecer por ahogamiento. 